# آزات سادیکوف
آزات سادیکوف (به قزاقی: Азат Садыков،  زادهٔ ۲ مهٔ ۱۹۹۸) یک کشتی‌گیر فرنگی‌کار اهل کشور قزاقستان است.
از افتخارات وی می‌توان به کسب مدال برنز بازی‌های آسیایی ۲۰۲۲ اشاره کرد.